# رياح كثيب
رياح كثيب (بالإنجليزية: The Winds of Dune)‏ هي رواية خيال علمي كتبها برايان هربرت وكيفن أندرسون، تدور أحداثها في عالم كثيب الذي ألَّفه فرانك هربرت. صدرت في 4 أغسطس 2009، وهي ثاني كتاب في سلسلة أبطال كثيب وتروي الأحداث بين رواية ورواية مسيح كثيب (1969) وذرية كثيب (1976). قبل النشر، تم الإعلان عن عنوان الرواية في البداية باسم كثيب جيسيكا.
ارتفعت الرواية إلى المركز 15 في قائمة نيويورك تايمز لأكثر الكتب مبيعًا في الأسبوع الثاني من نشرها.

## وصلات خارجية
- Cassada، Jackie (15 يوليو 2009). "Review: The Winds of Dune". LibraryJournal.com (Internet Archive). مؤرشف من الأصل في 2012-06-14. اطلع عليه بتاريخ 2013-11-27. (بالإنجليزية)